# Mauroniscus titschacki
Mauroniscus titschacki is een keversoort uit de familie Mauroniscidae. De wetenschappelijke naam van de soort is voor het eerst geldig gepubliceerd in 1954 door Pic.